# 무르주크주

무르주크주

무르주크주(아랍어: مرزق)는 리비아 남부에 있는 주로, 주도는 무르주크이며 면적은 349,790km2, 인구는 78,621명(2006년 기준)이다. 남동쪽으로는 차드, 남서쪽으로는 니제르와 국경을 맞대고 있으며 서쪽으로는 가트주, 북서쪽으로는 와디알하야주와 세바주, 북쪽으로는 주프라주, 동쪽으로는 쿠프라주와 인접해 있다.